# スピーシーズ4 新種覚醒
『スピーシーズ4 新種覚醒』（スピーシーズフォー しんしゅかくせい、原題：Species–The Awakening）は、2007年にアメリカ合衆国で製作されたSFホラー映画。日本未公開。

## 概要
2007年9月29日にアメリカ合衆国のテレビ局・Syfyで放映されたTVムービーで、10月2日にアメリカでDVDが発売された。『スピーシーズ』シリーズの第4作目にして最終作。前3作の続編ではない独立した映画だが、登場人物が第1作のエイリアンのDNA実験に言及しており、世界観は地続きになっている。
シリーズ過去3作品に出演したナターシャ・ヘンストリッジがいない唯一の映画である。代わりにエイリアンの美女役には、アメリカのテレビドラマ『CSI:科学捜査班』や『コールドケース 迷宮事件簿』、『CSI:ニューヨーク』などに出演していた、当時23歳のスウェーデン系アメリカ人、ヘレナ・マットソンが起用された。
本作はニック・ライオンが監督し、マットソンの他にベン・クロス、ドミニク・キーティング、マーリーン・ファヴェーラらが出演。日本では2008年8月2日に20世紀フォックス ホーム エンターテイメント ジャパンから日本語吹き替え版を収録したDVD（規格品番：MGBA-36363）が発売されている。

## ストーリー
大学で教鞭を取っている若くて美しいミランダ・ホランダーは、化石の研究をしている古生物学者の叔父トム・ホランダーと暮らしていた。ボーイフレンドと約束があるからと出かけたミランダは、その夜は帰宅せず、翌朝森の近くで全裸で倒れているところを地元の病院に搬送された。報せを受けたトムが病院に向かうと、複数の職員の惨殺死体と共に、裸で気絶しているミランダがいた。トムは車でメキシコへ向かう道中、彼女に真実を打ち明ける。宇宙から届いたDNA配列の信号と、人間の遺伝子を組み合わせて作られたのがミランダで、エイリアンとしての本能が目覚めてボーフレンドや病院職員を殺したと。メキシコには、トムと共にミランダを生み出す実験に関わったフォーブス・マグワイアという友人の科学者がいて、彼にしかミランダを救えないという。
トムはメキシコの街で会った怪しげな男リーランド・フィスクから手がかりを得て、フォーブスの研究所を見つける。フォーブスは自分で作り出したエイリアンと人間のハイブリッド女性アズーラと共にいた。ミランダの身体を調べたフォーブスは、もう寿命で間もなく死ぬことをトムに告げる。もともとヒトとエイリアンの種を合成した生命体は短命だからだ。唯一の延命方法は、人間ひとりの命と等価交換で新鮮なDNAを注入するしかない。街でドナーの女性を探しつつ逡巡するトムは、若い女の強盗コレットに襲われる。アズーラの介入で難を逃れた後、トムとアズーラはコレットを研究室に連れ去った。女を犠牲にした治療でミランダは健康体になったが、性欲の強い宇宙の捕食者という、本来の種族の面が強くなってしまった。トムが不妊処置を施していたミランダは、新しい幹細胞で身体機能が変わり、妊娠が可能だとフォーブスは言う。
交尾本能のまま街に出たミランダは、宿泊先のホテルのフロントマン、カルデロンを同種族と見抜いて交わろうと誘惑したが、彼には子供を作れないと感じてすぐ殺した。ミランダの行方を捜すトムはアズーラの襲撃を受けた。トムは機転で教会内の大きな十字架を倒し、アズーラを下敷きにして脱出。男を求めるミランダは夜のクラブで殺人を犯し、パニックで逃げ出した客から女の行方を聞いたフォーブスは、廃墟でミランダを発見する。全裸になったミランダは「会った時から私とセックスしたかったんでしょう？」とフォーブスを魅惑し、彼も性的誘惑に屈して服を脱ぎ始める。フォーブスの下着を引き下ろして上に跨るミランダのセックスは凄まじく、腰を振り続ける彼女の激しさに耐えきれず、フォーブスは遂にミランダの性器の中で果ててしまう。満たされたミランダは、彼が精液を放出し終えるのを待って、エイリアン形態に変身しフォーブスを殺害した。
廃墟でフォーブスの遺体と、衰弱している全裸のミランダを見つけたトムは、研究室に彼女を連れ帰った。何かが動いている下腹部をエコー検査で調べ、ミランダが精子を得て受精したことを知る。すでにハイブリッドの胎児が子宮で育ちつつあったのだ。自分の人間性が失われつつあるミランダは、完全なエイリアンになるのは嫌だとトムに訴えた。その時、エイリアン形態のアズーラが研究所を襲撃に来た。トムを守るため、ミランダもまたエイリアンに変身して応戦する。一度はアズーラを仕留めたと思い油断したミランダは、背後からアズーラの鋭いスパイクで腹部を突き刺された。トムがショットガンでアズーラを倒すものの、致命傷を負ったミランダは弱々しく、命を与えてくれたトムに感謝の言葉を伝えて息絶えた。悲しみに暮れるトムは、研究室に置かれていたガスボンベを使って、ミランダの遺体ごと全ての施設を爆破するのだった。

## 登場人物
ミランダ・ホランダー
演 – ヘレナ・マットソン
トム・ホランダーとフォーブス・マグワイアの実験によって作られた、エイリアンと人間の混合種。成人するまでその事実を知らず、幼い頃からトムの姪と信じ込まされていた。病院でX線撮影の放射線を浴びたことでエイリアンに変身。レントゲン技師と数名の病院職員を殺害した。本に手を触れただけで、その知識を読まずに吸収する能力を持つ。同種族が繁殖しないようトムから不妊処理を施されていたが、フォーブスの延命治療を受けた結果、妊娠可能な体質に変化する。外見的年齢は23歳。
ミランダ（エイリアン形態）
演 – ナタリア・シャエンコ
自分の骨格と同じ硬質の短剣を、口から連続して吐き出し、対象物に刺すことが可能。かつてのシルやパトリックと同じく、口内から伸びる舌は相手の口に突き入れて殺すことが出来る他、鞭のように長く伸ばして人間を刺し殺すことも出来る。また、腕から鋭いスパイク状の武器を伸ばして敵を突き刺す。
トム・ホランダー
演 – ベン・クロス
宇宙から送られてきたDNAの配列情報を人間の遺伝子にかけ合わせ、新しい生命体を創る計画に関わった科学者。その研究をもとに、大学時代の友人フォーブスの協力を得てミランダを作り出す。実験から手を引いた後、ミランダを引き取り、自分の娘同然に愛して育てた。ミランダが眠っている内に、定期的に人間のホルモンを注射することで彼女のエイリアン化を抑えて続けてきた。病気で弱ってきたミランダを治すべく、彼女を救う方法を知るフォーブスを探してメキシコへ向かう。
フォーブス・マグワイア
演 – ドミニク・キーティング
大学時代はトムの生徒だった。トム曰く、いかれているが優秀な男。道徳的見解の不一致でトムと関係を断った後も、メキシコで独自に研究を続け、何体ものエイリアンの混合種を作っていた。また、エイリアンのDNAを使って死んだ人間やペットを生き返らせ、客から報酬を得る違法な商売をしている。生殖本能に目覚めて逃亡したミランダを、塩酸入りの注射器で鎮めようとするが失敗。ミランダの性的誘惑に屈して激しいセックスを行ない、彼女の中に射精してしまう。
アズーラ
演 – マーリーン・ファヴェーラ
フォーブスが作り出した人間とエイリアンの混合種で、彼のガードマン役の他に性的パートナーも務めていて、セックスの相手をしている。外見的年齢は30歳。ミランダたちが訪ねてきたことで、順調だったフォーブスとの生活が狂い始めたため、怒ってトムを殺そうと襲った。
アズーラ（エイリアン形態）
演 –  ベロニカ・カルドナ
口から数メートルも伸びる舌は、鞭のようにしなやかに獲物を捕らえたり、硬質の武器にもなる。両手首から長く突き出るスパイク状の突起で敵を刺殺し、片腕で人間を持ち上げ怪力を誇る。
リーランド・フィスク
演 – ロジャー・カドニー
メキシコでフォーブスを探すトムに接触してきた、カウボーイハットをかぶった中年男性。トムと初対面の時は、テキサスのサンアントニオから来たと名乗っている。フォーブスの居場所を知っていると言い、彼に会う方法を手引きした。最初はトムを騙したが、ミランダに脅されてフォーブスのいる研究所を教える。
カルデロン
演 – エディ・アレジャノ
メキシコ アルキサールの安ホテルのフロントで働く男。生殖本能に目覚めたミランダに裸で誘惑されている最中、イメージの中でエイリアン形態になっているように、実はフォーブスによって作られた混合種。しかしフォーブスが不妊処置を施し、体内に精子を持たないため、女を妊娠させられない。それに感づいたミランダに殺された。

## 出演者
| 役名                   | 俳優                     | 日本語吹き替え                                                                     |
| ---------------------- | ------------------------ | ---------------------------------------------------------------------------------- |
| ミランダ・ホランダー   | ヘレナ・マットソン       | 北西純子                                                                           |
| トム・ホランダー       | ベン・クロス             | 沢木郁也                                                                           |
| フォーブス・マグワイア | ドミニク・キーティング   | 内田直哉                                                                           |
| アズーラ               | マーリーン・ファヴェーラ | 伊藤静                                                                             |
| リーランド・フィスク   | ロジャー・カドニー       | 宝亀克寿                                                                           |
| その他                 | N/A                      | 高瀬右光、小松由佳 松井範雄、丸山壮史 清水みか、安永亜季 櫛田泰道、前野智昭 北沢力 |
| 日本語版制作スタッフ   |                          |                                                                                    |
| 演出                   | 演出                     | 佐々木由香                                                                         |
| 字幕翻訳               | 字幕翻訳                 | 大津智子                                                                           |
| 吹替翻訳               | 吹替翻訳                 | 李 静華                                                                            |
| 調整                   | 調整                     | オムニバス・ジャパン                                                               |
| 制作                   | 制作                     | 東北新社                                                                           |

## スタッフ
- 製作 - フランク・マンキューソ・ジュニア[2]、 ロレンツォ・オブライエン（英語版）[2]
- 製作総指揮 - ジョニー・O・ロペス[4]
- 監督 - ニック・ライオン[2]
- 脚本 - ベン・リプリー（英語版）[2]
- 原案 - デニス・フェルドマン（英語版）[4]
- 音楽 - ケヴィン・ハスキンス（英語版）[4]、ポール・クリスト（英語版）[4]
- 撮影 - ハイメ・レイノソ[4]
- 編集 - ロバート・コマツ[4]
- 美術 – セシリア・モンティエル（イタリア語版）[4]
- 衣装デザイン - アデラ・コルタサル[4]
- 特殊メイク - アントン・ガーフィアス[4]、フェルナンド・レガレッタ[4]
- クリーチャースーツ製作 - ヌリー・アラモ[4]
- 特殊効果 - ダニエル・コルデロ[4]
- CGIスーパー・バイザー - スコット・バラード[4]、セミン・トー[4]
- スタントコーディネーター - ミハイル・シャティン[4]

## 製作
2006年9月6日、MGMは世界規模のテレビ配給事業の拡大に関するプレスリリースで、『ウォー・ゲーム』の第2作『ウォー・ゲーム2 デッド・コード』や、『イントゥ・ザ・ブルー』の第2作『イントゥ・ザ・ブルー2』などと共に、『スピーシーズ』の第4作をテレビ映画として製作し、世界的な販売キャンペーンを展開することを発表した。MGMテレビと360ピクチャーズが2006年10月から撮影を開始する『スピーシーズ4』には、これまでのシリーズでプロデューサーを務めたフランク・マンキューソ・ジュニアが製作を担当し、“メキシコで続く『スピーシーズ』の物語は、DNA を使った新しい実験が恐ろしい結果をもたらします”と発表された
2007年4月、『ComingSoon.net』でシリーズ第4作を、『Species: Quattro（スピーシーズ:クワトロ）』というタイトルで報じた。公開時期はまだ発表されていないが、前作『スピーシーズ3』がSyfyでの放送だったことから、第4作もそれに続くだろうと予想されている。
撮影は主にメキシコシティで行なわれた。これまでの『スピーシーズ』シリーズ3作では、クリーチャーの全身もしくは上半身のアニマトロニクスが制作されたが、今作のエイリアンは総てボディスーツを着たアクターによるもので表現されている。

## 評価
『スピーシーズ4 新種覚醒』は、IMDbで平均評価が3.9/10となっており、Rotten Tomatoesでの一般評価は支持率が僅か14％に留まる低評価を受けている
。
映画評論家のマイク・マッシーは「残念なことに特殊効果はCGIがベースで、撮影は暗く色彩に欠け、この作品がビデオスルー相応の予算であることは明らかです。もう１つの残念な点は、既存の地球外生物に設定の変更が加えられた結果、すべての始まりとなった1995年の第1作とは、殆ど似ていない作品になってしまったことだ」と評して、10点満点中1点を付けた。フェリックス・バスケス・ジュニアは「主人公ミランダが、なぜ自分が人間とエイリアンのハイブリッドであることを、教えられるまで知らなかったのかは、大きなプロットの穴です」と設定の矛盾を挙げた。フェリックスは続けて、「この映画にはあなたが時間を割くほどの価値が殆どありません。最初の『スピーシーズ』2作には、ちょっと気の利いたアイデアがあったと思います。初期２作のファンだった人でさえ、この無気力で精彩を欠いたテレビ映画を、最後まで観るのは非常につらいでしょう」と酷評した。
肯定的な評では、映画評論家オドゥール B.T.が「最高級の特殊効果ではないが、十分以上にうまく機能しており、最後のエイリアンの対決は、実際にはクリーチャーのスーツを着たアクロバティックな格闘なのだが、精彩を欠いたCGIよりも見栄えが良い」と書いている。「人間とエイリアンのハイブリッド実験に関わったトムが、その成果のミランダを姪として育てることに責任を感じ、姪を救おうとするストーリーに重点が置かれた控えめな作品だ。主演のベン・クロスの演技が素晴らしく、この作品のドラマチックな部分の任務を果たしている」と、オドゥールは好評価を下した。
『Moria Reviews』のレビューでは「『スピーシーズ4 新種覚醒』は不条理な映画だが、ワイルドなシュールレアリズムがあり、間違いなく観る価値がある。映画のクライマックスはギーガー風の2体のクリーチャーの対決が描かれ、B級映画の筋書きで展開されているにも関わらず、総てが巧みに制作されています」と肯定的に取り上げた。続けて「ベン・クロスは名作『炎のランナー』で有名になって以来、1990年代から2000年代にかけて安っぽいB級映画に出演し過ぎた。しかし本作では少なくとも、彼はこの分野で信頼できる俳優であることを証明している」とキャスティングの巧みさにも言及している。